# Wyścigowe Samochodowe Mistrzostwa Polski 1993
Sezon 1993 był trzydziestym siódmym sezonem Wyścigowych Samochodowych Mistrzostw Polski.
Sezon liczył sześć eliminacji, rozgrywanych w Poznaniu (cztery razy) i Kielcach (dwa razy).

## Punktacja
Punkty przyznawano według klucza 25-20-17-15-13-11-9-8-7-6-5-4-3-2-1, przy czym zawodnikom w końcowej klasyfikacji uwzględniano cztery najlepsze wyniki.

## Kategorie
Samochody były podzielone na następujące grupy według regulaminu FIA:
- Grupa N – samochody turystyczne, których produkcja w ciągu 12 miesięcy przekraczała 2500 egzemplarzy. Modyfikowanie tych samochodów pod kątem poprawy osiągów było niemal całkowicie zabronione;
- Grupa A – samochody turystyczne, których produkcja w ciągu 12 miesięcy przekraczała 2500 egzemplarzy. Dozwolony był duży zakres przeróbek pod kątem poprawy osiągów;
- Grupa H – samochody niehomologowane;
- Grupa E – samochody formuł wyścigowych.

Samochody były dodatkowo podzielone na następujące klasy:
- Klasa E2 – Formuła Mondial (napędzane silnikami 1,6). W ramach tej klasy rozgrywano także Międzynarodowe WSMP;
- Klasa E1 – Formuła Easter;
- Klasa H2 – gr. H, poj. pow. 1600 cm³;
- Klasa H1 – gr. H, poj. do 1600 cm³. W ramach tej klasy rozgrywano także Międzynarodowe WSMP;
- Klasa A3 – gr. A, poj. do 1600 cm³;
- Klasa A2 – gr. A, poj. do 1300 cm³;
- Klasa A1 – gr. A, poj. do 850 cm³ oraz Fiat Cinquecento, poj. 903 cm³;
- Klasa N1 – wyłącznie samochody Polski Fiat 126p grupy N.

## Zwycięzcy
| Data              | Tor    | Klasa    | Zwycięzca (kierowcy) | Samochód                      | Zwycięzca (zespoły)                                  |
| ----------------- | ------ | -------- | -------------------- | ----------------------------- | ---------------------------------------------------- |
| 15–16 maja        | Poznań | klasa E2 | Andrzej Godula       | Estonia 25                    | Radio RMF - Automobilklub Kielecki                   |
| 15–16 maja        | Poznań | klasa E1 | Andrzej Podsiadło    | Estonia 21                    | Automobilklub Kielecki                               |
| 15–16 maja        | Poznań | klasa H2 | Tadeusz Kudłaty      | Alfa Romeo 75 Turbo           | Automobilklub Dolnośląski                            |
| 15–16 maja        | Poznań | klasa H1 | Sebastian Mielcarek  | Honda Civic                   | Automobilklub Wielkopolski                           |
| 15–16 maja        | Poznań | klasa A3 | Stanisław Fiedor     | Honda Civic                   | Autoklub Rzemieślnik Warszawa                        |
| 15–16 maja        | Poznań | klasa A1 | Marek Oczkowski      | Polski Fiat 126p              | Automobilklub Wielkopolski                           |
| 15–16 maja        | Poznań | klasa N1 | Jacek Rathe          | Polski Fiat 126p              | Autoklub Rzemieślnik Warszawa                        |
| 18–19 czerwca     | Kielce | klasa E2 | Ryszard Luciński     | Estonia 25                    | Castrol Racing - Automobilklub Wielkopolski          |
| 18–19 czerwca     | Kielce | klasa E1 | Kazimierz Sołtowski  | Promot 80                     | Automobilklub Szczeciński                            |
| 18–19 czerwca     | Kielce | klasa H2 | Tadeusz Myszkier     | Lancia Delta HF Integrale 16V | Rafineria Gdańska - Automobilklub Morski             |
| 18–19 czerwca     | Kielce | klasa H1 | Sebastian Mielcarek  | Honda Civic                   | Teral - Automobilklub Wielkopolski                   |
| 18–19 czerwca     | Kielce | klasa A1 | Marek Oczkowski      | Polski Fiat 126p              | Teral - Automobilklub Wielkopolski                   |
| 18–19 czerwca     | Kielce | klasa N1 | Jacek Chojnacki      | Polski Fiat 126p              | Castrol Racing / Rak - Autoklub Rzemieślnik Warszawa |
| 10–11 lipca       | Poznań | klasa E2 | Jiří Mičánek         | Reynard 913-Volkswagen        |                                                      |
| 10–11 lipca       | Poznań | klasa E1 | Janusz Sączyński     | Estonia 25                    | Automobilklub Morski                                 |
| 10–11 lipca       | Poznań | klasa H2 | Robert Herba         | Nissan Sunny GTi-R            | Autoklub Rzemieślnik Warszawa                        |
| 10–11 lipca       | Poznań | klasa H1 | Wojciech Cołoszyński | Suzuki Swift GTi              | Autoklub Rzemieślnik Warszawa                        |
| 10–11 lipca       | Poznań | klasa A1 | Marek Oczkowski      | Polski Fiat 126p              | Teral - Automobilklub Wielkopolski                   |
| 10–11 lipca       | Poznań | klasa N1 | Jacek Rathe          | Polski Fiat 126p              | Autoklub Rzemieślnik Warszawa                        |
| 25–26 września    | Kielce | klasa E2 | Andrzej Godula       | Estonia 25                    | Radio RMF - Automobilklub Kielecki                   |
| 25–26 września    | Kielce | klasa E1 | Kazimierz Sołtowski  | Promot 79                     | Automobilklub Szczeciński                            |
| 25–26 września    | Kielce | klasa H2 | Tadeusz Myszkier     | BMW M3                        | Rafineria Gdańska - Automobilklub Morski             |
| 25–26 września    | Kielce | klasa H1 | Sebastian Mielcarek  | Honda Civic                   | Teral - Automobilklub Wielkopolski                   |
| 25–26 września    | Kielce | klasa A1 | Marek Oczkowski      | Polski Fiat 126p              | Teral - Automobilklub Wielkopolski                   |
| 25–26 września    | Kielce | klasa N1 | Jacek Chojnacki      | Polski Fiat 126p              | Castrol Racing - Autoklub Rzemieślnik Warszawa       |
| 8–10 października | Poznań | klasa E2 | Wiktor Kozankow      | Estonia 25                    |                                                      |
| 8–10 października | Poznań | klasa E2 | Wiktor Kozankow      | Estonia 25                    |                                                      |
| 8–10 października | Poznań | klasa E1 | Andrzej Podsiadło    | Estonia 21                    | Automobilklub Kielecki                               |
| 8–10 października | Poznań | klasa E1 | Krzysztof Wodziński  | Estonia 21                    | Autoklub Rzemieślnik Warszawa                        |
| 8–10 października | Poznań | klasa H2 | Tadeusz Myszkier     | BMW M3                        | Rafineria Gdańska - Automobilklub Morski             |
| 8–10 października | Poznań | klasa H2 | Tadeusz Myszkier     | BMW M3                        | Rafineria Gdańska - Automobilklub Morski             |
| 8–10 października | Poznań | klasa H1 | Xawery Mielcarek     | Volkswagen Scirocco           | Teral - Automobilklub Wielkopolski                   |
| 8–10 października | Poznań | klasa H1 | Xawery Mielcarek     | Volkswagen Scirocco           | Teral - Automobilklub Wielkopolski                   |
| 8–10 października | Poznań | klasa A1 | Tomasz Krukowski     | Polski Fiat 126p              | Automobilklub Kielecki                               |
| 8–10 października | Poznań | klasa A1 | Marek Oczkowski      | Polski Fiat 126p              | Automobilklub Wielkopolski                           |
| 8–10 października | Poznań | klasa N1 | Cezary Klimek        | Polski Fiat 126p              | Automobilklub Częstochowski                          |
| 8–10 października | Poznań | klasa N1 | Cezary Klimek        | Polski Fiat 126p              | Automobilklub Częstochowski                          |

## Mistrzowie

### WSMP
| Klasa    | Kierowca            | Samochód                              | Zespół                                   |
| -------- | ------------------- | ------------------------------------- | ---------------------------------------- |
| klasa E2 | Andrzej Godula      | Estonia 25                            | Radio RMF - Automobilklub Kielecki       |
| klasa E1 | Kazimierz Sołtowski | Promot 80, Promot 79                  | Automobilklub Szczeciński                |
| klasa H2 | Tadeusz Myszkier    | Lancia Delta HF Integrale 16V, BMW M3 | Rafineria Gdańska - Automobilklub Morski |
| klasa H1 | Sebastian Mielcarek | Honda Civic, Volkswagen Scirocco      | Teral - Automobilklub Wielkopolski       |
| klasa A1 | Marek Oczkowski     | Polski Fiat 126p                      | Teral - Automobilklub Wielkopolski       |
| klasa N1 | Jacek Rathe         | Polski Fiat 126p                      | Teral - Autoklub Rzemieślnik Warszawa    |

### Międzynarodowe WSMP
| Klasa    | Kierowca            | Samochód                         | Zespół                             |
| -------- | ------------------- | -------------------------------- | ---------------------------------- |
| klasa E2 | Andrzej Godula      | Estonia 25                       | Radio RMF - Automobilklub Kielecki |
| klasa H1 | Sebastian Mielcarek | Honda Civic, Volkswagen Scirocco | Teral - Automobilklub Wielkopolski |